# تومي بيرنز (ملاكم)
تومي بيرنز (بالإنجليزية: Tommy Burns)‏ مواليد 17 يونيو 1881 في هانوفر، أونتاريو - الوفاة 10 مايو 1955 في فانكوفر، كان ملاكم كندي سابق صنّف ضمن فئة الوزن الثقيل.

## إحصائيات
خاض خلال مسيرته 62 نزالا، فاز في 48 وتعادل في 8 وخسر في 5. فاز بالضربة القاضية في 39 نزالا.

## روابط خارجية
- تومي بيرنز على موقع بوكس ريك (الإنجليزية) (registration required)
- تومي بيرنز على موقع قاعة كندا للمشاهير الرياضية (الإنجليزية)
- تومي بيرنز على موقع قاعة أونتاريو للمشاهير الرياضية (مؤرشف) (الإنجليزية)